# Jacques Brel
Jacques Brel, született Jacques Romain Georges Brel (Schaerbeek, 1929. április 8. – Párizs, Bobigny negyed, 1978. október 9.) belga származású, francia nyelvű legendás énekes-dalszerző. Sokak által költőként is tisztelt művész, aki minőséget és elbeszélő erőt adott dalszövegeinek. Angol nyelvi környezetben lefordított szövegű dalairól ismerik, a frankofón kultúrát kedvelő világban színészként és rendezőként is ismert.

## Életút
A belga Schaerbeekben született, Brüsszel egyik kerületében, de élete nagy részét Párizsban töltötte.
Bár a család franciául beszélt, flamand származásúak. Néhányuk Zandvoorde-ból eredezteti magát. Brel apja társtulajdonos volt egy papírgyárban és Brel ebben a cégben kezdett dolgozni, apja nyomdokait követendő. Ám nem nagyon vonzotta ez, annál több érdeklődést mutatott a kultúra iránt. Csatlakozott a katolikus-humanista fiatalok szervezetéhez a Franche Cordée-hez, ahol énekelt és színészkedett. Itt találkozott Thérese Michielsen-nel (Miche). 1950-ben összeházasodtak.
Az 50-es évek elején Brel kisebb eredményeket ért el Belgiumban maga írta dalainak előadásával. Az első 78-as fordulatszámú hanglemezének (La foire/Il y a) megjelentetése lett ennek gyümölcse. 1954-től Brel komolyabban folytatta a  külföldi karrierépítést. Felmondott munkahelyén és Párizsba költözött, zenét írt és énekelt a városi kabarékban, zenetermekben, ahol nagy energiával adta elő dalait. 1955 januárjában csatlakozott az Ancienne Belgique-hez. Együttműködött egy sor belga pop-pionírral, olyanokkal mint például Bobbejaan Schoepen. A kezdeti sikereket követően felesége és lányai is csatlakoztak hozzá Belgiumból. 1956-ban Európában turnézott és felvette Quand on n'a que l'amour című dalát, amivel felhívta magára a nagyközönség figyelmét. Maurice Chevalier-vel és Michel Legrand -nal dolgozott együtt.
Az 50-es évek végére Miche és Brel három lánya visszaköltözött Brüsszelbe. Családja ettől kezdve külön életet élt. Barátja, Georges Pasquier ('Jojo') és a zongorista Gérard Jouannest és François Rauber hatására Brel stílusa változásokon ment keresztül. Nem volt többé katolikus-humanista trubadúr, de elkeseredett énekeket írt a szerelemről, halálról és a harcról, amit életnek hívnak. Zenéje komplexebb, témái változatosabbak lettek, felfedezve a szerelmet (Je t'aime, Litanies pour un retour), a társadalmat (Le Singes, Les Bourgeois, Jaurès) és a lelki összetevőket (Le Bon Dieu, Dites, si c'était vrai, Fernand ). Munkája nem korlátozódott egy stílusra. Ugyanolyan profi volt a humoros kompozíciókban is (Le Lion, Comment tuer l'amant de la femme…), éppúgy, mint az emocionálisabb tárgyúakban (Voir un ami pleurer, Fils de..., Jojo).
Brel pontos megfigyelőkészsége a mindennapi élet innovatív és kreatív leírójává tette ritkán tapasztalható költőiséggel. Intelligens szóhasználata hatásos, igen vizuális és jelentésteli szókinccsel.
Brelnek jó érzéke volt a metaforákhoz is, ahogy a Je suis un soir d'été c. dalban ahol a narrátor egy nyárestét beszél el lefestve észleléseit a városra hanyatló napról. Bár a szövegírás mesterének tartották, zenei témái is elsőrangúak voltak, és itt sem korlátozta magát egy stílusra. Ritmusos, életteli, elbűvölő hangnemben (mint a L'aventure, Rosa, Au printemps) de szomorú andalgó dalokat is (mint a J'en appelle, Pourquoi faut-il que les hommes s'ennuient) szerzett.
Brel romantikus líraisága néha a sötét és keserű iróniába hajló. Finoman érzelmes dalaiban alig leplezett frusztráció és neheztelés villan át. Bensőséges és szenvedélyes portrékat fest a társadalom ún. söpredékéről: az alkoholisták, csavargók, és drogfüggők, prostituáltak tűnnek fel a Jef-ben. A La chanson de Jacky és Amsterdam könnyű szentimentalizmust áraszt, és nem szégyellte saját, mások számára talán visszataszítóan ható életstílusát is lefesteni.
Szinte kizárólag franciául írta és vette fel dalait, és a francia nyelvterületeken széles körben elismerték, minden idők legjobb francia szerzőjeként.
Alkalmanként holland betéteket is írt, mint a Marieke-ben is, és néhány dalát – mint a Le Plat Pays  / Mijn vlake land, a Ne me quitte pas / Laat me niet alleen, Rosa / Rosa, Les Bourgeois / De Burgerij és a Les Paumés du petit matin / De Nuttelozen van de nacht – holland verzióban is felénekelte. Mivel saját holland szókincse szegényes volt, ezekben Ernst van Altena, az ismert francia dalszövegfordító működött közre.
Brel attitűdje Flandria iránt jól megjelenik a flamandok és a flamand vidék szeretetében (megénekelve az olyan dalokban, mint a Le Plat Pays, Marieke, Une Ostendaise és Mon père disait), de a flamand nacionalizmus benne keltett visszatetszését is kinyilvánítja  a  les Flamingants -ban.
Flamandnak vallotta magát és flamand énekesként mutatkozott be a világ számára – mondván, moi je suis un Flamand a francia televízióban. De ugyanakkor gúnyolta a rusztikus flamand életet komikus dalában a Les Flamandes -ban. Későbbi karrierje során politikai dühe a Flamingant-ok ellen irányult, ahogy a  La, la, la (1967) és szavai:  „Vive les Belgiens, merde pour les flamingants” (hosszú életet a belgáknak és halált a flamandizálókra). A Les Flamandes -ban (1977) Brel  a részletek tökéletes ignorálásával festett portrét a flamandizálókról. Kissé elnagyoltan fogalmazva:  „Nazis durant les guerres et catholiques entre elles” (nácik a háborúk alatt és katolikusok két háború között). Lányát, France Brelt, idézve „…nagyon flamand volt. Hitt a nevelésben, a kemény munkában, mindig pontos volt. A családunk flamand karakterű sok tekintetben, Jacques büszke volt flamand vérére. ”
„Ha király lennék” – Brel maga mondta egyszer – „minden flamandot Vallóniába és minden vallont Flandriába küldenék hat hónapra. Mint a katonaságban. Családban élnének és ez minden etnikai és nyelvi problémát gyorsan megoldana. Mert mindenkinek ugyanúgy fáj a foga, mindenki szereti az anyját, és mindenki szereti vagy utálja a spenótot. És ezek azok a dolgok amik igazán számítanak.”
Bár Franciaország volt Brel lelki otthona, és ellentmondásos kijelentésekkel élt hazájával Belgiummal kapcsolatban, legjobb szerzeményei dicsérik Belgiumot. (Le plat pays vagy Il neige sur Liège)
Színészként a Nagybátyám Benjamin c. filmben Claude Jade, valamint a L'emmerdeur -ben Lino Ventura szereplőtársaként szerzett hírnevet.
Fellépett a L'Homme de la Mancha c. musicalben és játszott filmekben, bár filmbeli alakításait  nem tartják épp hasonló kaliberűnek mint a musical fellépéseit. 1969-ben megkapta a Mon oncle Benjamin főszerepét. A Messzi Nyugat c. komédiát amit ő rendezett, társírója volt és szerepelt is benne, jelölték a Cannes-i Filmfesztiválra 1973-ban.
Húsz évig ő volt a legnagyobb csillag, elismertséget szerezve a francia nézőközönség köreiben. 1973-ban Francia Polinézia szigeteire vonult vissza. Csak 1977-ben tért vissza Párizsba, ahol felvette utolsó albumát, ami kitűnő fogadtatásra talált.
Erős dohányos volt, és 1973-ban tüdőrákot diagnosztizáltak nála. 1978-ban halt meg. A Calvary Temetőben temették el Atuona-ban (Hiva Oa, Marquesas Szigetek, Francia Polinézia) – nem messze Paul Gauguin sírjától.
… egy ember életében két fontos időpont van: születése és halála. Minden amit közte teszünk, nem is igazán fontos.

## Munkái
Idegen nyelvre lefordított művei:

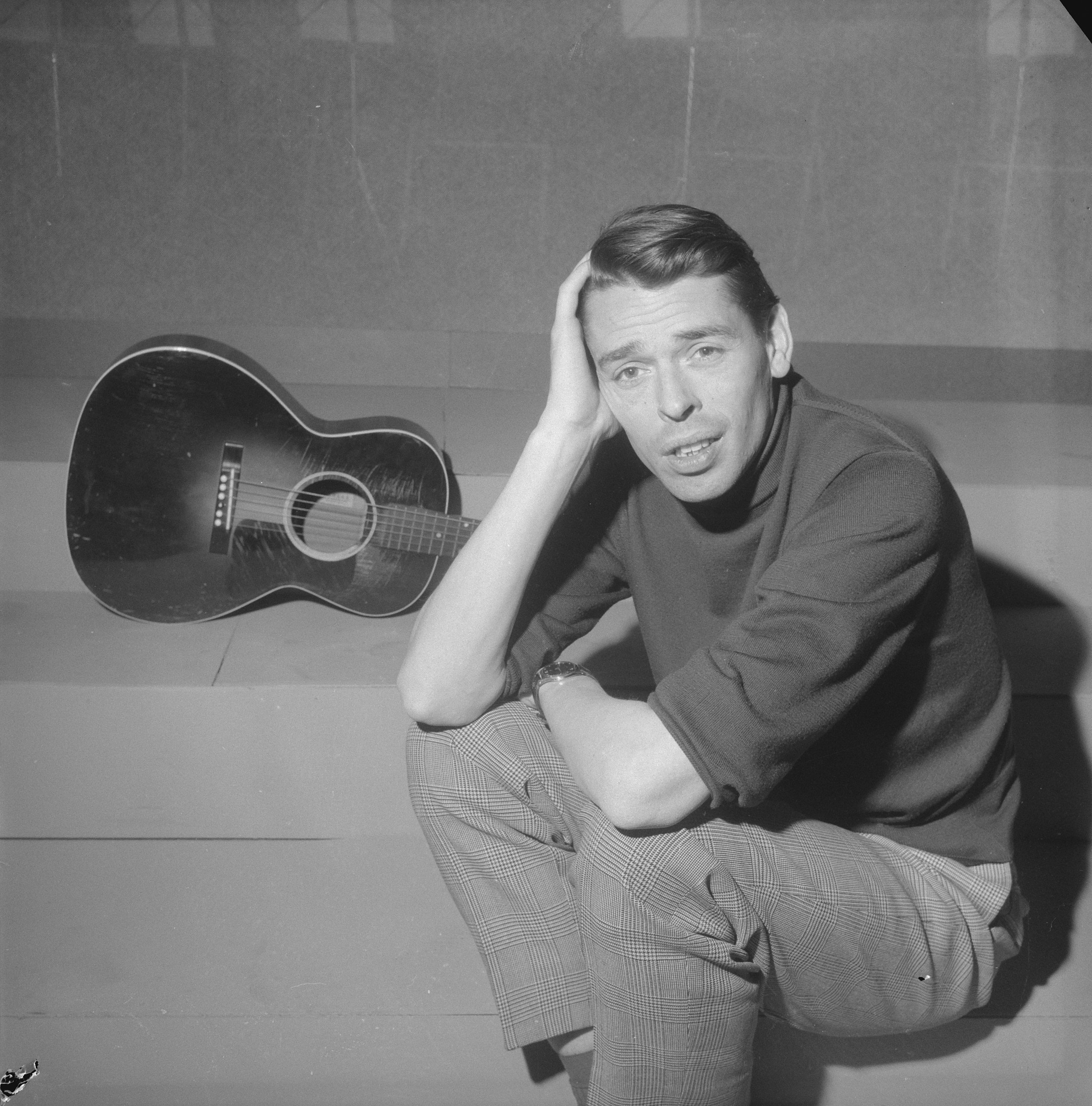
Jacques Brel in TV-programma Domino, Bestanddeelnr 913-6743.jpg

Egy amerikai musical dalai: Jacques Brel él és jól van, Párizsban. A darab 1968-ban debütált és azóta a világ minden részén játszották.
Dalainak angol fordításai sok művész felvételein szerepelnek, Joan Baez, Theodore Bikel, The Bolshoi, David Bowie, Nirvana, Scott Walker, The Divine Comedy, Black Box Recorder, Terry Jacks, Alex Harvey, Goodbye Mr MacKenzie, Jack Lukeman, Marc Almond, Westlife, Momus, Neil Diamond, John Denver, The Paper Chase, Tom Robinson, Judy Collins, Frank Sinatra, Dusty Springfield, Shirley Horn, James Dean Bradfield, Yuri Buenaventura, Laurika Rauch és The Dresden Dolls.
A kanadai Terry Jack „Seasons in the Sun” (Brel eredetijében: le Moribond) című dala az élvonalba került 1974-ben a nemzetközi slágerlistákon. Marlene Dietrich felvette a „Ne me quitte pas”-t németül (Bitte geh nicht fort). Összesen legalább 15 különböző nyelvre fordították le dalait. Nina Simone, Natacha Atlas, Karrin Allyson, és Sting énekelte franciául.
Az angol interpretációk  – az Eric Blau-Mort Shuman fordítások kivételével, melyek a „Jacques Brel él ….” c. musicalben Brel dalainak angol fordításaiként szerepelnek – gyakran nélkülözik eredeti briliáns és varázslatos líraiságát.  Hozzá kell tennünk, hogy sokan ellenkező véleményen vannak.
Az olyan dalok mint a Jef  – Blau-Shuman fordításban kevés hasonlóságot mutatnak az eredetivel. Barb Jungr felvett egy újabb angol fordítást Des de Moor-tól, mely sokkal jobban közelít az eredetihez. Mégis Rod McKuen munkája a leggyakrabban játszott. Sokan kritizálják a német fordításokat is.  Figyelemre méltó hiteles, pontos német fordítások kerültek ki Didier Caesar kezei közül a Stéphane a. Didier duóban.

## Albumok
Stúdióalbumok
- Grand Jacques (1954)
- Quand on n’a que l’amour (1957)
- Au printemps (1958)
- La valse à mille temps (1959)
- Marieke (1961)
- Les Bourgeois (1962)
- Les bonbons (1966)
- Ces gens-là (1966)
- Jacques Brel '67 (1967)
- J’arrive (1968)
- L’homme de la Mancha (1968)
- Ne me quitte pas (1972)
- Les Marquises (1977)

Élőzenei albumok
- Enregistrement public à l’Olympia 1961 (1962)
- Enregistrement public à l'Olympia 1964 (1964)

Ritkaságok
- Chansons ou versions inédites de jeunesse (2003)

## Filmográfia
Mint rendező
- Franz (1971)
- Vadnyugat (Le Far-West) (1973)

Mint színész
- La grande peur de Monsieur Clément (rendező Paul Diebens) (1956)
- A hivatás kockázata (Les risques du métier) (rendező André Cayette) (1967)
- Mon Oncle Benjamin (rendező Édouard Molinaro) (1969)
- La bande a Bonnot (rendező Philippe Fourastié) (1969)
- A rend gyilkosai (Les assassins de l’ordre) (rendező Marcel Carné) (1971)
- Mont-Dragon (rendező Jean Valere) (1971)
- Franz (rendező Jacques Brel) (1971)
- L’aventure, c’est l’aventure (rendező Claude Lelouch) (1972)
- Le bar de la fourche (rendező Alain Levent) (1972)
- Vadnyugat (Le Far-West) (rendező Jacques Brel) (1973)
- A bajkeverő (L’emmerdeur) (rendező Édouard Molinaro) (1973)

## Érdekességek
Az Asterix képregény, eredeti francia változata az Asterix kalandjainak Belgiumban Brelt idézi. Mikor Asterix, Obelix  és Vitalstatistix vezér sétál végig a belga tájon, a belga vezér azt mondja dans ce plat pays qui est le mien, nous avons des oppidums pour uniwues montagnes (az én mélyföldemen  az egyetlen hegy az Oppidum) – ez egy Brel-dal, a Le Plat Pays (A sík ország) idézete, melyben  hazájáról beszél, ahol a templomok jelentik a csúcsokat. Más nyelven ez a megjegyzés nem Brel szerint fordított.
2002-ben  Brel Bár és Étterem nyílt Ashton Lane-en Glasgow nyugati részén. Belga ételeket és italokat ajánl, és néhány J. B.-relikvia is látható a falakon. Sajnos Brel hangja ritkán csendül fel.
2005-ben Brelt a 7. helyre szavazták a De Grootste Belg – a legnagyobb belga – listán. Ugyanebben az évben találták a legnagyobb belgának a Le plus Grand Belge – franciául a legnagyobb belga – vallón tv show-ban, az RTBF csatornán. Mindkét programban a közönség szavazhatott weboldalon, SMS-sel és telefonon. Sok száz szavazat gyűlt össze.
Brel pilóta is volt. Első pilótaigazolványát 1964-ben kapta. Ekkor vett egy Gardian Horizon-t, amit később Wassmer 40-re cserélt. 1969-ben IFR-engedélyt szerzett a genfi Les Ailes repülőiskolában. Folytatta gyakorlatait míg segédpilóta minősítést nem szerzett Lear 25-re. Késői éveiben egy kis kétmotoros  géppel repült és repülő-taxisként is szolgált.
Brel hajózott is. A brüsszeli metró 5-ös vonalának egyik állomását a tiszteletére nevezték el  Brel állomásnak. Brel unokaöccse, Bruno Brel (sz. 1951) ugyancsak kedvelt francia nyelvű énekes és dalszerző volt. 1998-as albumán a Moitié Bruno , moitié Brel -en – félig Bruno, félig Brel – saját és nagybátyja dalai szerepelnek.